# 員山子遺址
員山子遺址，亦作「圓山子遺址」，位於今臺灣新北市中和區，於1955年時被發現，名稱來自所在地「員山子」。該遺址屬於新石器時代，在繩紋陶文化與圓山文化前期之間，即大約距今4200年到2000年之間。